# .tokyo
.tokyo是網際網路域名系統裡一個代表東京的頂級域名。2013年，ICANN與GMO網際網路株式會社旗下的GMO Registry簽署了註冊管理機構協議，同意.tokyo由GMO Registry營運及管理。

## 外部連結
- 官方網站（页面存档备份，存于）
- .tokyo Domain Delegation Data（页面存档备份，存于）